# Tom Lawrence
Thomas Morris "Tom" Lawrence (ur. 13 stycznia 1994 w Wrexham) – walijski piłkarz grający na pozycji napastnika.

## Statystyki kariery
(aktualne na dzień 28 maja 2017)
| Klub               | Sezon              | Liga               | Liga  | Liga   | Puchar Anglii | Puchar Anglii | Puchar Ligi | Puchar Ligi | Europa | Europa | Inne  | Inne   | Suma  | Suma   |
| Klub               | Sezon              | Liga               | Mecze | Bramki | Mecze         | Bramki        | Mecze       | Bramki      | Mecze  | Bramki | Mecze | Bramki | Mecze | Bramki |
| ------------------ | ------------------ | ------------------ | ----- | ------ | ------------- | ------------- | ----------- | ----------- | ------ | ------ | ----- | ------ | ----- | ------ |
| Manchester United  | 2013/14            | Premier League     | 0     | 0      | 0             | 0             | 0           | 0           | 0      | 0      | 0     | 0      | 0     | 0      |
| Carlisle United    | 2013/14            | League One         | 9     | 3      | 0             | 0             | 0           | 0           | 0      | 0      | 0     | 0      | 9     | 3      |
| Yeovil Town        | 2013/14            | League One         | 19    | 2      | 0             | 0             | 0           | 0           | 0      | 0      | 0     | 0      | 19    | 2      |
| Manchester United  | 2013/14            | Premier League     | 1     | 0      | 0             | 0             | 0           | 0           | 0      | 0      | 0     | 0      | 1     | 0      |
| Leicester City     | 2014/15            | Premier League     | 3     | 0      | 1             | 0             | 0           | 0           | 0      | 0      | 0     | 0      | 4     | 0      |
| Rotherham United   | 2014/15            | Championship       | 6     | 1      | 0             | 0             | 0           | 0           | 0      | 0      | 0     | 0      | 6     | 1      |
| Blackburn Rovers   | 2015/16            | Championship       | 19    | 2      | 0             | 0             | 0           | 0           | 0      | 0      | 0     | 0      | 19    | 2      |
| Cardiff City       | 2015/16            | Championship       | 14    | 0      | 0             | 0             | 0           | 0           | 0      | 0      | 0     | 0      | 14    | 0      |
| Ipswich Town       | 2016/17            | Championship       | 34    | 9      | 2             | 2             | 0           | 0           | 0      | 0      | 0     | 0      | 30    | 10     |
| Ogólnie w karierze | Ogólnie w karierze | Ogólnie w karierze | 99    | 17     | 3             | 2             | 0           | 0           | 0      | 0      | 0     | 0      | 102   | 19     |